# Magnoncourt
Magnoncourt é uma comuna francesa na região administrativa de Borgonha-Franco-Condado, no departamento de Alto Sona. Estende-se por uma área de 6,67 km². Em 2010 a comuna tinha 423 habitantes (densidade: 63,4 hab./km²).